# Bloktilskud
Bloktilskud er et statsligt, økonomisk tilskud, som en stat giver til en lokal offentlig myndighed, hvor myndigheden selv kan bestemme, hvordan den vil disponere over beløbet og dets fordeling til forskellige formål. Dette står i modsætning til refusionsordninger, som er en alternativ finansieringsmulighed for stater i forhold til lokale myndigheder. Ved en refusion dækker staten den lokale myndigheds udgifter til specifikke formål i forhold til de faktiske udgifter ("efter regning").
Bloktilskud anvendes i forskellige lande, blandt andet i USA. Udtrykket kendes anvendt på engelsk (block grant) i den nævnte betydning siden 1966.
I Danmark giver staten bloktilskud til kommuner og regioner. Desuden betaler den danske stat et årligt bloktilskud til henholdsvis Færøerne og Grønland.

## Kommunalt og regionalt bloktilskud i Danmark
I 2025 gives bloktilskud på i alt 84,4 mia. kr. fra staten til kommunerne, hvilket kommer oveni kommunernes egne skatteindtægter. Regionerne får i alt 123,5 mia. kr. til sundhedsområdet og 2,3 mia. kr. til udviklingsområdet.
Kommunernes indtægter fra skatteopkrævning finansierer ca. 75 %, altså ¾, af de kommunale udgifter. Den resterende del består af tilskud fra staten.
Det generelle statstilskud (bloktilskuddet) suppleres af andre tilskudsordninger:
- Landsudligning (udligningstilskud)
- Tilskudsordning til "udkantskommuner"
- Hovedstadsudligning - Fjernet i forbindelse med Udligningsreformen 2020 (opdateret fra Udligningsreformen i 2012)
- Særlige tilskud (relativt begrænsede) [5]

En række sociale ordninger udbetales af kommunerne, som modtager refusion af staten; opgaven udføres af kommunerne og regionerne, men byrden ligger hos staten.

## Bloktilskud til Færøerne
Den danske stat giver Færøerne et bloktilskud, som i perioden 2015-2022 hvert år var nominelt uændret på knap 642 mio. kr.

## Bloktilskud til Grønland
Den danske stat giver hvert år Grønland et bloktilskud. Beløbet udgjorde i 2023 ca. 4 mia. kr. Derudover betaler Danmark direkte udgifter til visse grønlandske områder, som den danske stat administrerer, eksempelvis politi og fængsler.